# Charinus centralis
Espèce
Charinus centralis est une espèce d'amblypyges de la famille des Charinidae.

## Distribution
Cette espèce est endémique de la province de Sancti Spíritus à Cuba,. Elle se rencontre vers Trinidad dans le massif de Guamuhaya.

## Description
La carapace du mâle décrit par Miranda, Giupponi, Prendini et Scharff en 2021 mesure 1,55 mm de long sur 2,00 mm et celle des femelles de 1,80 à 2,05 mm de long sur de 2,35 à 2,80 mm.

## Publication originale
- Armas & Ávila Calvo, 2000 : « Dos nuevos amblipígidos de Cuba, con nuevos sinónimos y registros (Arachnida: Amblypygi). » Anales de la Escuela Nacional de Ciencias Biológicas, vol. 46, no 3, p. 289-303.